# Policealne Studium Ikonograficzne
Policealne Studium Ikonograficzne – niepubliczna (bez uprawnień szkół publicznych) policealna szkoła artystyczna, znajdująca się w Bielsku Podlaskim. Istnieje od 1991 i kształci w zawodzie technika plastyka ikonografa. Jej absolwenci zajmują się pisaniem ikon. Patronem szkoły jest św. Andrzej.
Policealne Studium Ikonograficzne zostało powołane dekretem metropolity Bazylego 17 maja 1991. Inicjatorem powstania szkoły był ks. mitrat Leoncjusz Tofiluk (który od początku jest jej dyrektorem), proboszcz parafii prawosławnej św. Michała Archanioła w Bielsku Podlaskim. Wcześniej (regularnie od 1983) organizowano obozy ikonograficzne w różnych miejscach Polski.
Początkowo zajęcia były prowadzone w domu parafialnym przy cerkwi św. Michała Archanioła. Od 1995 szkoła mieści się w niewielkim drewnianym budynku (początkowo znajdował się tam szpital, później przedszkole) przy ulicy Franciszka Żwirki i Stanisława Wigury 26. Obiekt posiada obecnie 3 sale wykładowe i dwie pracownie ikonopisarskie. W 2016 został zaprezentowany znaczek turystyczny promujący studium ikonograficzne.

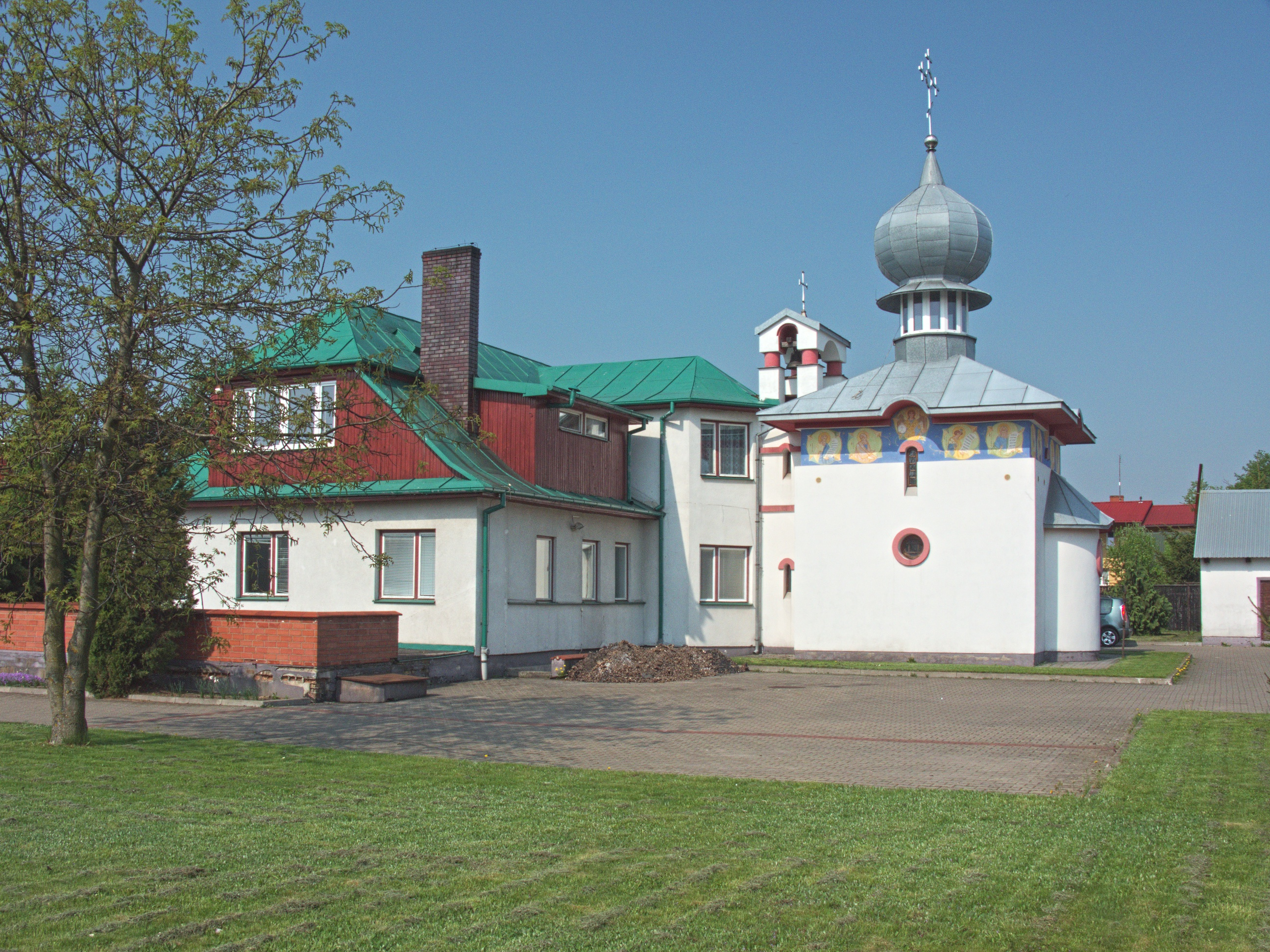
Widok na budynek szkolny i kaplicę

Przy budynku Studium znajduje się niewielka murowana kaplica pod wezwaniem Świętej Trójcy (podlegająca parafii św. Michała Archanioła), zbudowana w latach 2000–2002. Dzięki wybudowaniu łącznika między budynkiem szkolnym a kaplicą, obiekt uzyskał salę egzaminacyjną. W części nawy kaplicy znajduje się galeria ikon. Planowana jest dalsza rozbudowa obiektu (w przyszłości mają powstać pokoje mieszkalne i refektarz).
Nauka w Studium trwa 4 lata i kończy się uzyskaniem dyplomu artysty plastyka o specjalności „ikonograf”. W szkole wykładane są: ikonografia, śpiew neumatyczny, teologia, historia chrześcijaństwa, a także języki: cerkiewnosłowiański, grecki i angielski. Niektóre zajęcia prowadzone są indywidualnie na zasadzie relacji mistrz–uczeń. Kształcenie – oprócz wykładów, ćwiczeń i konsultacji – odbywa się także w 3 działach warsztatowych: ikonograficznym, pozłotniczym i konserwacyjnym. Integralną częścią programu szkolnego są nabożeństwa cerkiewne.
Studium zostało wpisane 14 marca 1995 przez Kuratorium Oświaty w Białymstoku do ewidencji szkół niepublicznych. Merytoryczną i finansową opiekę nad szkołą sprawuje Święty Sobór Biskupów Polskiego Autokefalicznego Kościoła Prawosławnego, natomiast pedagogiczną – minister Kultury i Sztuki.
Spośród wykładowców (byłych i obecnych) wymienić można: prof. dra hab. Aleksandra Grygorowicza, dra Antoniego Mironowicza, ks. dra Henryka Paprockiego, artystę malarza mgr. Leona Tarasewicza, ks. dra Jerzego Tofiluka, mgr ikonografii Walentynę Żdanową z Sankt-Petersburga.
Szkoła każdego roku wykształca kilkoro uczniów. W pracowniach szkolnych powstały setki ikon, służących wiernym w całej Polsce (a także za granicą, skąd stale nadchodzą zamówienia). W wielu świątyniach znajdują się freski autorstwa absolwentów Studium (m.in. w cerkwiach Opieki Matki Bożej i Zaśnięcia Przenajświętszej Bogurodzicy w Bielsku Podlaskim, w cerkwi Ikony Matki Bożej Pomnożycielki Chlebów w Szastałach), a także ikonostasy (m.in. w cerkwi Narodzenia Przenajświętszej Bogurodzicy w Gorzowie Wielkopolskim, w cerkwi św. Serafina z Sarowa w Kostomłotach). Absolwenci szkoły wykonali też prace konserwatorskie wielu zabytkowych ikonostasów (m.in. w cerkwiach św. Michała Archanioła i Zmartwychwstania Pańskiego w Bielsku Podlaskim, w cerkwi Podwyższenia Krzyża Pańskiego w Narwi, w cerkwi Świętych Apostołów Piotra i Pawła w Siemiatyczach, w cerkwi Świętych Apostołów Piotra i Pawła w Wasilkowie).